# Halmstads norra station

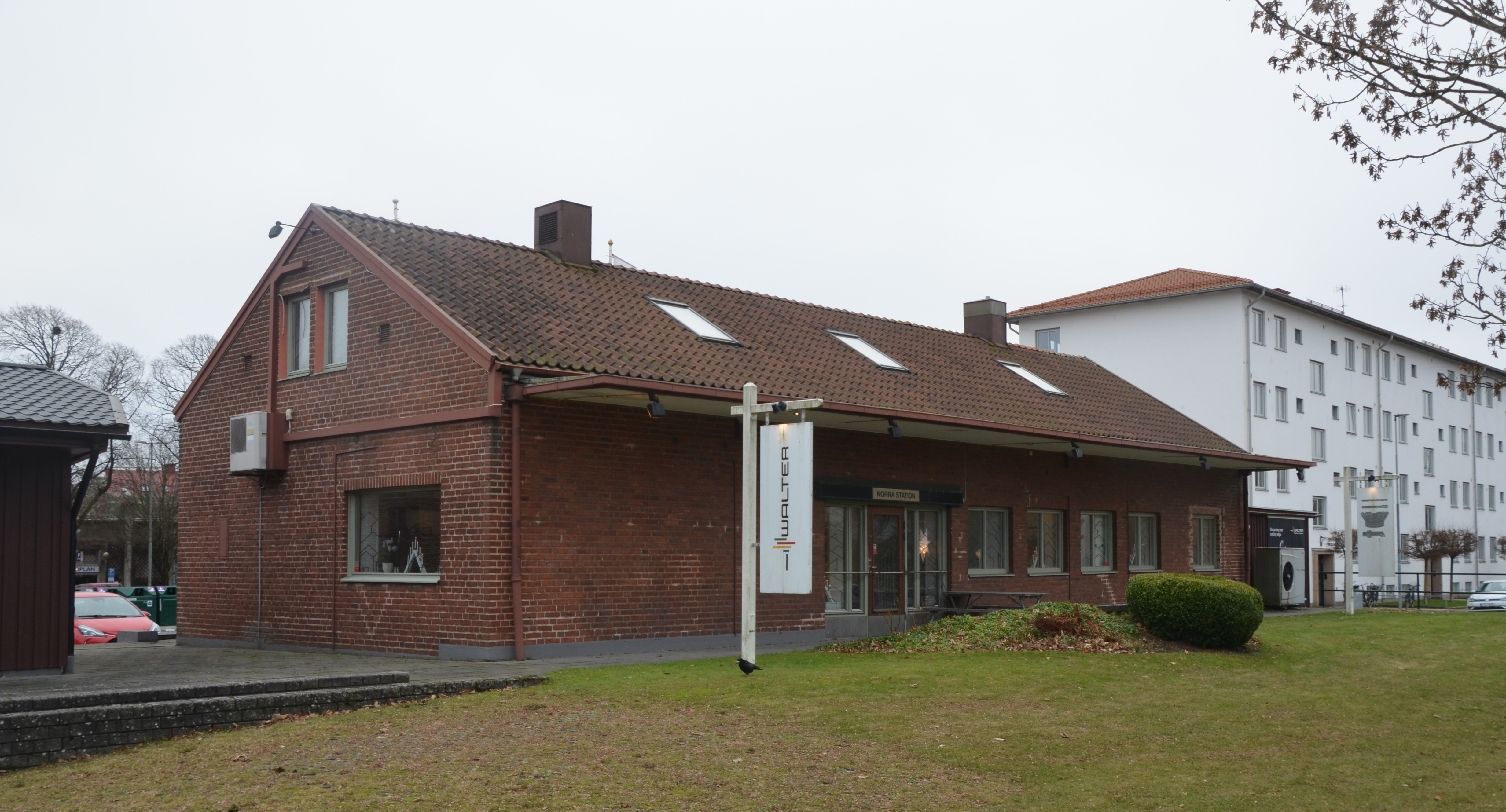
Stationen från spårsidan

Halmstads norra station var en station på Västkustbanan. Den uppfördes 1935 och ersatte då Gamla Halmstads norra station i Norre katts park, som låg 600 meter nordost om den nya stationen.
År 1972 slutade tågen att stanna vid Halmstads norra station   År 1985 lades stationen ned, i samband med att Västkustbanan fick en ny sträckning genom Halmstad.
Byggnaden användes därefter som kontorsbyggnad.

## Att läsa vidare
- Eric Hägge: Norra stationen i Föreningen Gamla Halmstads årsbok 1976